# Liste der Naturdenkmale in Rodgau
Die Liste der Naturdenkmale in Rodgau nennt die in der Stadt Rodgau im Landkreis Offenbach in Hessen gelegenen Naturdenkmale.
| Bild                          | Bezeichnung          | Ortsteil, Lage                             | Beschreibung                                                                                     | Art         | Nr.     |
| ----------------------------- | -------------------- | ------------------------------------------ | ------------------------------------------------------------------------------------------------ | ----------- | ------- |
| mehr Fotos \| Fotos hochladen | Luthereiche          | Dudenhofen 50° 0′ 20,4″ N, 8° 53′ 35,2″ O  | Einzelstehende etwa 19,8 m hohe Stieleiche (Quercus robur) mit typischem Habitus.                | Stiel-Eiche | 438 058 |
| mehr Fotos \| Fotos hochladen | Düne von Dudenhofen  | Dudenhofen 50° 0′ 13,1″ N, 8° 52′ 55,8″ O  | Binnendüne mit Silbergrasrasen.                                                                  | Düne        | 438 059 |
| Fotos hochladen               | Alte Eiche           | Dudenhofen 49° 59′ 37,9″ N, 8° 54′ 22,7″ O | Freigestellte etwa 24,4 m hohe Stieleiche (Quercus robur) mit hochsetzender Krone.               | Stiel-Eiche | 438 061 |
| BW                            | Kiefer „Dicke Tanne“ | Dudenhofen 49° 59′ 41,7″ N, 8° 55′ 40,4″ O | Solitärstehende etwa 19,3 m hohe Kiefer (Pinus sylvestris) mit ungewöhnlich starkem Stammumfang. | Waldkiefer  | 438 062 |

## Belege
1. ↑  
Naturdenkmal. www.kreis-offenbach.de, abgerufen am 7. April 2020.

- Karte mit allen Koordinaten:
- OSM |
- WikiMap